# 北海道釧路養護学校
北海道釧路養護学校（ほっかいどう くしろようごがっこう）は、北海道釧路市暁町にある道立特別支援学校。

## 設置学部
- 小学部
- 中学部
- 高等部